# 顆粒膜細胞
顆粒膜細胞（かりゅうまくさいぼう、英: Granulosa cell）は、卵子の周囲を取り巻く細胞。

## 概要
顆粒膜細胞とはまだ受精していない卵子にとりついている細胞。未受精卵は、顆粒膜細胞に取り巻かれているため、はっきりとした映像が取れない。

## 卵子との分離
顆粒膜細胞は卵子が受精した時から剥がれる。それから、10時間～20時間で卵子の正確な映像がとれるようになる。